# Блодельсайм
Блодельса́йм (фр. Blodelsheim) — коммуна на северо-востоке Франции в регионе Гранд-Эст (бывший Эльзас — Шампань — Арденны — Лотарингия), департамент Верхний Рейн, округ Тан — Гебвиллер, кантон Энсисем. До марта 2015 года коммуна административно входила в состав округа Гебвиллер (кантон Энсисем).
Площадь коммуны — 20,69 км², население — 1618 человек (2006) с тенденцией к росту: 1770 человек (2012), плотность населения — 85,6 чел/км².

## Население
Численность населения коммуны в 2011 году составляла 1773 человека, а в 2012 году — 1770 человек.
| 1962 | 1968 | 1975 | 1982 | 1990 | 1999 | 2006 | 2011 | 2012 |
| ---- | ---- | ---- | ---- | ---- | ---- | ---- | ---- | ---- |
| 942  | 980  | 1125 | 1198 | 1318 | 1409 | 1618 | 1773 | 1770 |

Динамика населения:

## Экономика
В 2010 году из 1203 человек трудоспособного возраста (от 15 до 64 лет) 929 были экономически активными, 274 — неактивными (показатель активности 77,2 %, в 1999 году — 73,0 %). Из 929 активных трудоспособных жителей работали 865 человек (470 мужчин и 395 женщин), 64 числились безработными (24 мужчины и 40 женщин). Среди 274 трудоспособных неактивных граждан 82 были учениками либо студентами, 98 — пенсионерами, а ещё 94 — были неактивны в силу других причин.
На протяжении 2011 года в коммуне числилось 707 облагаемых налогом домохозяйств, в которых проживало 1716 человек. При этом медиана доходов составила 23397 евро на одного налогоплательщика.